# Somatizacija
Somatizacija (grč. soma=tijelo) je poremećaj u kojem se psihički, emocionalni problemi izražavaju na tjelesnim simptomima. Osobe sklone somatizaciji žale se na bolove u glavi, želudcu, grudima, rukama, nogama, na teško disanje, otežano gutanje, slab vid ili na bolne menstruacije, iako se kod njih ne mogu naći nikakvi organski uzroci.

## Vanjske poveznice
- Neurološki poremećaji i somatizacija (engl.)
- Što je somatizacija? (engl.)